# Gesetz zur Neugliederung des Landkreises Olpe
Das Gesetz zur Neugliederung des Kreises Olpe vom 18. Juni 1969 regelt die Neugliederung der Gemeinden des Kreises Olpe (Regierungsbezirk Arnsberg, Nordrhein-Westfalen). Das Gesetz trat am 1. Juli 1969 in Kraft. Es schloss 20 Gemeinden des Kreises Olpe sowie 3 Gemeinden des Kreises Meschede zu 7 neuen amtsfreien Gemeinden im Kreis Olpe zusammen. Gleichzeitig wurde die Kreisgrenze zwischen dem Kreis Olpe und dem Oberbergischen Kreis durch Gebietsaustausch im Bereich Drolshagen/Lieberhausen verändert. Lediglich die Gemeinde Lenne blieb durch das Neugliederungsgesetz unverändert; sie wurde durch das Sauerland/Paderborn-Gesetz mit Wirkung zum 1. Januar 1975 in die Stadt Schmallenberg im Hochsauerlandkreis eingegliedert.

## Kurzbeschreibung

### I.Abschnitt. Gebietsänderungen
§ 1 Gemeinde Wenden
Die beiden Gemeinden des Amtes Wenden, Wenden und Römershagen, wurden zur neuen Gemeinde Wenden zusammengeschlossen, das Amt Wenden aufgelöst und die neue Gemeinde Wenden dessen Rechtsnachfolger.
§ 2 Stadt Drolshagen
Die beiden Gemeinden des Amtes Drolshagen, die Stadt Drolshagen und die Gemeinde Drolshagen-Land, wurden zu einer neuen Stadt Drolshagen zusammengeschlossen, die Rechtsnachfolgerin des aufgelösten Amtes Drolshagen wurde. Die zur früheren Gemeinde Drolshagen-Land gehörenden östlichen Teile der Ortschaften Belmicke und Wörde wurden mit den jeweiligen westlichen Ortsteilen in der Gemeinde Lieberhausen (Oberbergischer Kreis) vereinigt. Von dieser kam wiederum der unbewohnte Bereich Auf dem Dümpel zur neuen Stadt Drolshagen. Darüber hinaus wurden vier Grundstücke der Gemeinde Rhode in die neue Stadt eingegliedert.
§ 3 Stadt Olpe
Die amtsfreie Stadt Olpe und die drei Gemeinden des diese umgebenden Amtes Olpe, Olpe-Land, Kleusheim und Rhode, wurden zu einer neuen Stadt Olpe zusammengeschlossen, die Rechtsnachfolgerin des aufgelösten Amtes Olpe wurde. In diese Stadt wurden zudem Teile der Gemeinde Helden, nämlich die Orte Oberveischede, Tecklinghausen und Neuenwald sowie der Ort Fahlenscheid der Gemeinde Rahrbach und schließlich Apollmicke aus der Gemeinde Kirchveischede eingegliedert.
§ 4 Stadt Attendorn
Die amtsfreie Stadt Attendorn und die beiden Gemeinden des Amtes Attendorn, Attendorn-Land (ohne Heggen) und Helden (ohne Altfinnentrop, Neuenwald, Oberveischede, Petmecke und Tecklinghausen), wurden zu einer neuen Stadt Attendorn zusammengeschlossen, die auch Rechtsnachfolgerin des aufgelösten Amtes Attendorn wurde. In diese wurden zur Grenzberichtigung unbewohnte Gebiete der Gemeinde Grevenbrück eingegliedert.
§ 5 Stadt Lennestadt
Der überwiegende Teil des Amtes Bilstein, nämlich die Gemeinden Elspe, Grevenbrück (mit Ausnahme kleinerer unbewohnter Gebiete), Kirchveischede (ohne Apollmicke und Benolpe), weiterhin die Gemeinde Saalhausen aus dem Amt Kirchhundem und die Gemeinde Oedingen (ohne Schöndelt) aus dem Amt Serkenrode, Landkreis Meschede wurden mit den Ortsteilen Altenhundem, Kickenbach und Langenei der Gemeinde Kirchhundem und dem Ortsteil Petmecke der Gemeinde Helden (Attendorn) zu einer neuen Stadt Lennestadt zusammengeschlossen. Diese trat die Rechtsnachfolge des aufgelösten Amtes Bilstein an.
§ 6 Gemeinde Kirchhundem
Der größte Teil des Amtes Kirchhundem, nämlich die Gemeinden Kirchhundem (ohne Altenhundem, Kickenbach und Langenei), Kohlhagen, Heinsberg (Kirchhundem) und Oberhundem sowie die Gemeinde Rahrbach (ohne Fahlenscheid) aus dem Amt Bilstein wurden zu einer neuen Gemeinde Kirchhundem zusammengeschlossen, in die zudem noch der Ortsteil Benolpe aus der Gemeinde Kirchveischede eingegliedert wurde. Diese wurde auch Rechtsnachfolgerin des aufgelösten Amtes Kirchhundem.
§ 7 Gemeinde Finnentrop
Die Gemeinden Schliprüthen und Schönholthausen des Amtes Serkenrode wurden zu einer neuen Gemeinde Finnentrop zusammengeschlossen, die die Rechtsnachfolge für das Amt Serkenrode antrat und in den Kreis Olpe eingegliedert wurde. Sie wurde um die Ortsteile Schöndelt (Gemeinde Oedingen), Heggen (Gemeinde Attendorn-Land) und Altfinnentrop (Gemeinde Helden) erweitert.

### II.Abschnitt. Schlussvorschriften
§ 8 Bestätigung bzw. Abänderung bereits bestehender Gebietsänderungsverträge
Die Gebietsänderungsverträge zur Bildung der neuen Städte Drolshagen, Olpe und Attendorn sowie die verwaltungsaufsichtlichen Bestimmungen zur Bildung der neuen Gemeinden Wenden, Kirchhundem und Finnentrop sowie der neuen Stadt Lennestadt sowie zur Grenzänderung zwischen den Landkreisen Olpe und Meschede wurden im Wesentlichen bestätigt.
§ 9 Auflösung der Kreistage der Kreise Meschede und Olpe
Aufgrund der vollständigen Eingliederung des Amtes Serkenrode aus dem Kreis Meschede in den Kreis Olpe wurden die 1964 gewählten Kreistage dieser Kreise vorzeitig aufgelöst.
§ 10 Zuordnung der neuen Gemeinden zu den Amtsgerichten
Die Grenzen der Bezirke der bisherigen Amtsgerichte Attendorn, Grevenbrück, Kirchhundem und Olpe wurden neu gezogen. Dabei wurde das Amtsgericht Grevenbrück in Amtsgericht Lennestadt umbenannt und das Amtsgericht Kirchhundem mit Ablauf des 31. Dezember 1969 aufgehoben. Die Stadt Attendorn wurde dem Amtsgericht Attendorn, Finnentrop, Kirchhundem (die bisher zum Amtsgericht Kirchhundem gehörenden Ortsteile aber erst ab 1. Januar 1970) und Lennestadt dem Amtsgericht Lennestadt und Drolshagen, Olpe und Wenden dem Amtsgericht Olpe zugeordnet.
§ 11 Bestimmungen zu Personalvertretungen und -kommissionen
§ 12 Inkrafttreten
Das Gesetz trat am 1. Juli 1969 in Kraft.

## Gesetzgebungsverfahren
Der erste Vorschlag des Oberkreisdirektors August Zimmermann für eine Neugliederung des Kreises Olpe aus dem Jahr 1965/66 sah ein Amt Olpe mit den Gemeinden Olpe, Wenden und Drolshagen, ein Amt Attendorn mit den Gemeinden Attendorn, Ihnetal, Heggen und Helden sowie ein Amt Lennestadt mit den Gemeinden Altenhundem, Grevenbrück, Kirchhundem und Rahrbach vor. Nachdem ein Gutachten der Landesregierung die Struktur der Ämter als nicht mehr zeitgemäß bewertete, passte der Kreistag die Überlegungen an und schlug die Bildung der drei Zentralorte Olpe, Attendorn und Lennestadt sowie der kleineren Gemeinden Wenden, Drolshagen, Grevenbrück und Kirchhundem vor. Lennestadt, Grevenbrück und Kirchhundem sollten dabei in einem Amtsverband verbunden bleiben. Eine eigenständige Gemeinde Rahrbach wurde damit verworfen. Die daraufhin eingesetzte Arbeitsgruppe in der Kreisverwaltung wurde vom damaligen Kreisrechtsrat und späteren Staatssekretär Joachim Grünewald geleitet, der die Arbeit ab Februar 1968 als neuer Oberkreisdirektor fortsetzte.
Vom 12. bis 14. Februar 1968 reiste die Neugliederungskommission des Regierungspräsidenten durch den Kreis Olpe. Bei einem Anhörungstermin in Olpe stimmten alle Gemeinden aus dem Westkreis, mit Ausnahme von Römershagen, dem Plan des Kreistags zu. Im Ostkreis hingegen forderte Grevenbrück eine eigenständige Gemeindeverwaltung ohne ein übergeordnetes Amt. Kirchveischede und Rahrbach verlangten ebenfalls Eigenständigkeit. Der Regierungspräsident nahm den Vorschlag des Kreistags nach der Bereisung in die Beschlussempfehlung an das Innenministerium auf und plädierte für die Beibehaltung eines Amtes. Der im Juli 1968 vorgelegte Vorschlag des Innenministers sah für den Ostkreis hingegen die Bildung einer Stadt Lennestadt, mit Altenhundem und Grevenbrück, sowie einer Gemeinde Kirchhundem vor.
Am 25. Februar 1969 brachte die Landesregierung einen Gesetzesentwurf zur Gemeindeneugliederung im Landkreis Olpe in den Landtag ein. Dieser sah vor, die Gemeinden des Landkreises Olpe zu sechs Großgemeinden zusammenzufassen: Olpe, Attendorn, Lennestadt, Drolshagen, Wenden und Kirchhundem. Lediglich die Gemeinde Lenne blieb ausgenommen, da sie überwiegend auf die Stadt Schmallenberg im Landkreis Meschede ausgerichtet war. Dieser wurde am 11. März 1969 ohne Aussprache an den Ausschuss für Verwaltungsreform überwiesen. Der Ausschuss empfahl dem Landtag weitgehend die Annahme des Entwurfes der Landesregierung.
Dennoch kam es zu einigen Änderungs- und Erweiterungsvorschlägen. Am weitgehendsten war die Bildung einer Gemeinde Finnentrop aus den Gemeinden des bisherigen Amtes Serkenrode, die damit vom Kreis Meschede in den Kreis Olpe wechselten. Bei einem Treffen am 7. Februar 1969 hatten die Vertreter aller beteiligten Gemeinden, Ämter und des Kreises Olpe vereinbart, dass sich die Gemeinden Schönholthausen, Oedingen und Schliprüthen aus dem Amt Serkenrode sowie die Ortschaften Heggen aus der Gemeinde Attendorn-Land und Altfinnentrop aus der Gemeinde Helden zusammenschließen sollten. Damit sollte die bisher genau durch die Finnentroper Ortslage verlaufende Kreisgrenze bereinigt werden. Bei einem Anhörungstermin auf Burg Schnellenberg am 9. Mai 1969 äußerten Vertreter des Kreises Meschede scharfe Kritik an den Plänen, konnten sie aber nicht mehr verhindern. Als Folge der Ausgliederung musste der Kreis Olpe drei Jahre lang eine Ausgleichszahlung von jeweils 550.000 Euro an den Kreis Meschede leisten. Im endgültigen Gesetz wurde Oedingen dann der neuen Stadt Lennestadt zugeschlagen.
Die ursprünglich außerdem vorgesehene Umgliederung von Teilen der Gemeinde Attendorn-Land in die Stadt Drolshagen im Bereich der Listertalsperre (§ 2 Abs. 2 Nr. 1 des Entwurfs der Landesregierung) wurde vom Ausschuss für Verwaltungsreform abgelehnt.
Der so geänderte Gesetzentwurf wurde vom Landtag am 10. Juni 1969 in zweiter und dritter Lesung jeweils mehrheitlich angenommen. Das Gesetz wurde am 18. Juni 1969 ausgefertigt und am 25. Juni 1969 verkündet.